# ماركينيوس (لاعب كرة قدم مواليد 1976)
ماركوس غوميز دي أراخو "ماركينيوس" (بالبرتغالية: Marquinhos Cambalhota‏) ، من مواليد 23 مارس 1976 في البرازيل ، لاعب كرة قدم برازيلي.
لعب مع نادي كاشيما إنتلرز.

## روابط خارجية
- ماركينيوس على موقع رابطة كرة القدم اليابانية للمحترفين (اليابانية)
- ماركينيوس على موقع قاعدة بيانات كرة القدم.إي يو (الإنجليزية)
- ماركينيوس على موقع Soccerway.com (الإنجليزية)
- ماركينيوس على موقع عالم كرة القدم.نت (الإنجليزية)